# NGC 5030
NGC 5030 est une galaxie lenticulaire située dans la constellation de la Vierge. Sa vitesse par rapport au fond diffus cosmologique est de 2 714 ± 50 km/s, ce qui correspond à une distance de Hubble de 40,0 ± 2,9 Mpc (∼130 millions d'al). NGC 5030 a été découverte par l'astronome américain Edward Singleton Holden en 1881.

## Groupe de NGC 5044

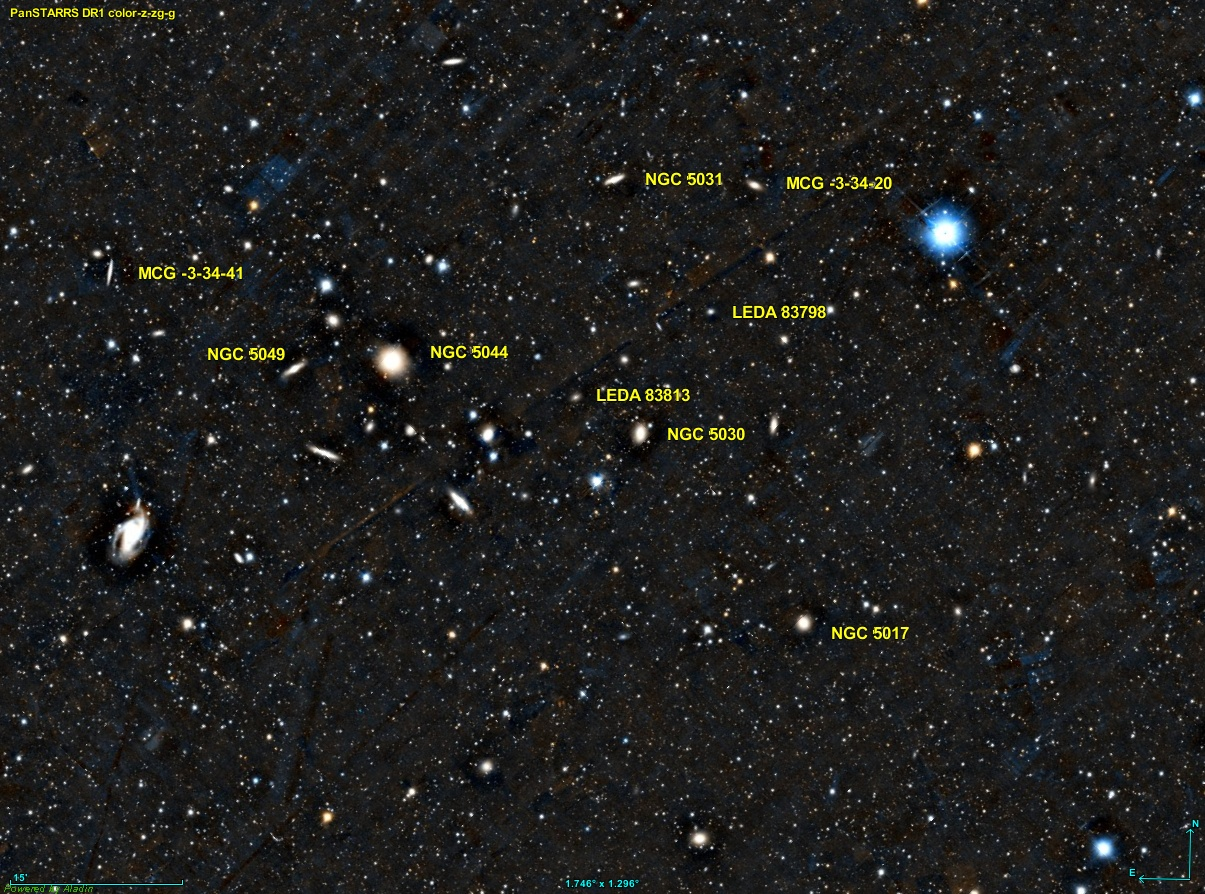
Quelques galaxies du groupe de NGC 5044.

NGC 5030 est une galaxie brillante dans le domaine des rayons X et elle fait partie du groupe de NGC 5044 qui comprend au moins 17 autres galaxies brillantes également dans le domaine des rayons X soit NGC 5017, NGC 5031, NGC 5044, NGC 5049, IC 863, NGC 5044-1, LEDA 83813, LEDA 83798, UGCA 338, MCG -3-34-41, MCG -3-34-20, MCG -3-34-14, MCG -3-34-04, LCSBS1851O, SGC 1317.2-1702 et SGC 1316.2-1722.
Ce même groupe est aussi mentionné dans un article publié par A.M. Garcia en 1993, mais il ne comprend que neuf galaxies. Une nouvelle galaxies qui ne brillent pas dans le domaine des rayons X y apparait, soit MCG -3-33-31. Les huit autres galaxies de la liste de Garcia font toutes partie de celle de Sengupta et Balasubramanyam, mais certaines ont des désignations différentes, soit MCG -2-34-10 (UGCA 338) et PGC 46042 (SGC 1316.2-1722).